# Confederate Army of the Potomac
Het Confederate Army of the Potomac was een leger van de Geconfedereerde Staten van Amerika tijdens de Amerikaanse Burgeroorlog die voornamelijk in de eerste maanden van het conflict bestond. Het stond onder leiding van brigadegeneraal P.G.T. Beauregard en zag voornamelijk actie tijdens de eerste grote veldslag van het conflict, namelijk de Eerste Slag bij Bull Run. Nadien werd het Army of the Potomac samengevoegd met het Army of the Shenandoah onder algemene leiding van generaal-majoor Joseph E. Johnston. Op 14 maart 1862 kreeg deze strijdmacht zijn nieuw naam en werd bekend als het Army of Northern Virginia. Beauregards originele strijdmacht werd uiteindelijk het First Corps van dit leger.

## Geschiedenis
Het leger werd samengesteld uit Zuidelijke eenheden die het noordoosten van Virginia verdedigden tussen april en juli 1861. Philip St. George Cocke werd aangesteld als bevelhebber om de linie langs de Potomac veilig te stellen  en de lokale militie-eenheden te rekruteren voor het Zuidelijke leger. Ook de regimenten die arriveerden uit Alabama, Georgia, Louisiana, Mississippi en South Carolina werden onder Cockes bevel geplaatst. Op 21 mei werd Cocke vervangen door Milledge L. Bonham die tien dagen later op zijn beurt vervangen werd door P.G.T. Beauregard. Beauregard deelde zijn strijdmacht in zes brigades in. Twee van deze brigades werden aangevoerd door Cocke en Bonham. Het leger werd geconcentreerd op de zuidelijke oever van de Bull Run. Zo kon Beauregard het belangrijke spoorwegknooppunt bij Manassas Junction beschermen. Zijn leger werd in de loop van enkele weken verder versterkt zodat hij een zevende brigade kon vormen. Ook de brigade van Theophilus H. Holmes vervoegde de rangen.
Tijdens de eerste weken van zijn commando stuurde Beauregard verschillende plannen naar de Zuidelijke president Jefferson Davis om in het offensief te gaan tegen de Noordelijke strijdkrachten. Dit zou telkens een verregaande coördinatie vragen met het Army of the Shenandoah onder leiding van Joseph E. Johnston. Zowel de president als zijn militair adviseur Robert E. Lee hadden praktische bezwaren en verwierpen alle voorstellen. Op 18 juli naderde het Noordelijke Army of Northeastern Virginia onder leiding van Irvin McDowell de stellingen van Beauregard tot op enkele kilometers. Het ministerie van Oorlog stuurde Johnstons leger ter versterking naar Beauregard. Johnstons leger arriveerde in de komende dagen per trein. Johnston had een langere staat van dienst en nam het bevel op zich van beide legers. Beauregard had reeds plannen gemaakt om de Noordelijke linkervleugel aan te vallen via de Bull Run. Johnston volgde deze plannen en gaf het operationeel bevel aan Beauregard omdat hij het terrein veel beter kende.
De brigade van kolonel Nathan Evans opende op 21 juli 1861 de aanval op de Noordelijke stellingen in wat later de Eerste Slag bij Bull Run zou genoemd worden. Hij viel met zijn brigade de Matthews Hill aan en werd versterkt door twee brigades van Johnstons leger. Toen de gevechten zich verplaatsten naar Henry House Hill werden de brigades van Cocke en Jubal Early samen met regimenten van Bonhams brigade van Beauregards leger ingezet. De rest van Johnstons leger werd naar de Zuidelijke linkerflank gestuurd. De aanval van Early’s brigade rond 16.00u op de Noordelijke rechterflank brak het vijandelijke leger. De Noordelijken sloegen op de  vlucht. Er vielen minder slachtoffers bij Beauregards brigades vergeleken met die van Johnston, maar toch liepen de verliezen bij sommige regimenten op tot boven de 20 %.
De meeste brigades van Beauregard bleven op de Zuidelijke rechterflank waar hij nog altijd een aanval hoopte uit te voeren op de Noordelijke linkerflank. Door de vele orders die zichzelf tegenspraken, onduidelijk waren of soms nooit afgeleverd werden, vond Beauregards aanval nooit plaats. Er werden enkele kleinere schermutselingen uitgevochten. David R. Jones en James Longstreet staken de Bull Run over om vandaar uit een aanval op de Noordelijken uit te voeren. Maar de brigade van Jones werd verjaagd door zwaar artillerievuur waardoor beide brigades zich moesten terugtrekken over de Bull Run.
De twee Zuidelijke legers werden na de slag samengevoegd tot één leger onder leiding van Johnston met Beauregard als tweede in bevel. Beauregard werd echter snel naar het westelijke front gestuurd om daar het bevel op zich te nemen. Het Army of the Potomac werd verspreid doorheen noordelijke Virginia om het Noordelijke Army of the Potomac te schaduwen. Er werden nog verschillende schermutselingen uitgevochten zoals de Slag bij Ball's Bluff. In de lente van 1862 werd Johnstons leger naar het gebied rond Richmond overgebracht. Daar werden het Army of the Peninsula en het Zuidelijke garnizoen van Norfolk Virginia toegevoegd aan Johnstons leger. Toen de Noordelijke aanval op Richmond plaats vond tijdens de Schiereilandveldtocht werd de naam veranderd naar Army of Northern Virginia, maar Johnston bleef de oude naam gebruiken tot hij gewond raakte en vervangen werd door Robert E. Lee.